# پریری سیتی (اورگن)
پریری سیتی (به انگلیسی: Prairie City) شهری در شهرستان لین ایالت اورگن است و در سرشماری سال ۲۰۱۱ میلادی، ۹۰۴ نفر جمعیت داشته که نسبت به سال ۲۰۱۰، ۰٫۱۱ درصد رشد جمعیت داشته‌است.